# Anton Alois Palliardi
Anton Alois Palliardi (Ignác Alois Augustin Palliardi, 1799. november 19. Prága – 1873. november 23., Franzensbad) a Palliardi család ötödik generációjának jeles képviselője volt, Joseph Ignaz Palliardi öccse. Szakított a családi hagyománnyal, és fürdőorvos lett a nyugat-csehországi Franzensbadban.
Számos tudományterület foglalkoztatta, így több természettudományos klubnak és tudós társaságnak volt tagja. Emlékiratai főleg tudományos kutatásainak eredményeit ismertetik. Mivel többnyire németül publikáltak róla, munkássága a cseh nyelvterületen gyakorlatilag ismeretlen.

## Élete
1804. január 16-án vette feleségül Franz Wendler lányát. Első gyermeküket 1804. július 31-én keresztelték meg a prágai Szent Miklós-templomban.

## Munkássága
Fürdőorvosként főleg a Františkovy Lázně melletti vulkán foglalkoztatta. 1848-ban jelent meg német nyelvű műve, a Der Kammerbühl ein Vulkan bei Kaiser Franzensbad (A kamravulkán Františkovy Lázně mellett). Nem tudta eldönteni, hogy a Komorní hůrka kialudt-e. „Nehéz azonban különbséget tenni egy kialudt vulkán és egy működő vulkán között, mert köztudott, hogy évszázadokig és még tovább nyugodtnak tűnő vulkánok kezdtek aktívvá válni, így nem biztos, hogy még a Komorní Hůrka sem válik aktívvá " — írta. Munkájában publikálta a bányamunkák sémáját is.

### Taxonómusként
Ő a fehér tündérrózsa egyik alfajának (Nymphaea alba subsp. candida) első tudományos leírója.
A 19. század első felében ő dokumentálta először az óriás ácspók előfordulását Loketben. 1873-ban új pókokat fedezett fel és írt le:
- üvegházi hópók (Parasteatoda tepidariorum),
- sziklahópók,
- sötét pók.

Ez a munkája posztumusz jelent meg.
Máig őt tekintjük több (főleg ízeltlábú) faj:
- a lomhafutóformák közé tartozó:
  - Cychrus semigranosus,
  - Abax chalybaeus,
  - Abax schueppeli;

- a futrinkák közé sorolt:
  - Carabus montivagus
  - Carabus kollari
  - Carabus kollari
  - Carabus paraysi és
  - Carabus euchromus érvényes leírójának,

de ugyancsak ő írta le az ezektől rendszertanilag meglehetősen távoli:
- - Geophis chalybeus (eredetileg Myas chalybeus) siklófélét is.

Rendszertanász munkásságát elismerve róla nevezték el:
- az avarpókok közé tartozó Palliardi-pókot (Scotina palliardii).

### Ornitológusként
A leginkább ismertté amatőr ornitológusként vált. Az ő munkásságát tekinthetjük a cseh ornitológia kezdetének, amikor 1852 körül publikálta nagy művét Csehország madarainak szisztematikus áttekintéséről. Az előszóból kitűnik, mekkora patrióta volt — sugárzik belőle a virágos és tomboló lelkesedés a cseh vidék szépsége és gazdagsága iránt. Mivel nyugat-csehországi német volt olasz felmenőkkel, a cseh szavakban gyakran vétett aranyos hibákat. Írt az egyes fajok cseh neveiről, előfordulásáról, fészkeléséről, vadászatáról stb. Az eredeti, Kurentben nyomtatott, német nyelvű mű ma igazi bibliofil ritkaság.